# Пінья (провінція Імперія)
Пінья (італ. Pigna) — муніципалітет в Італії, у регіоні Лігурія,  провінція Імперія.
Пінья розташована на відстані близько 460 км на північний захід від Рима, 115 км на південний захід від Генуї, 30 км на захід від Імперії.
Населення — 855 осіб (2014).

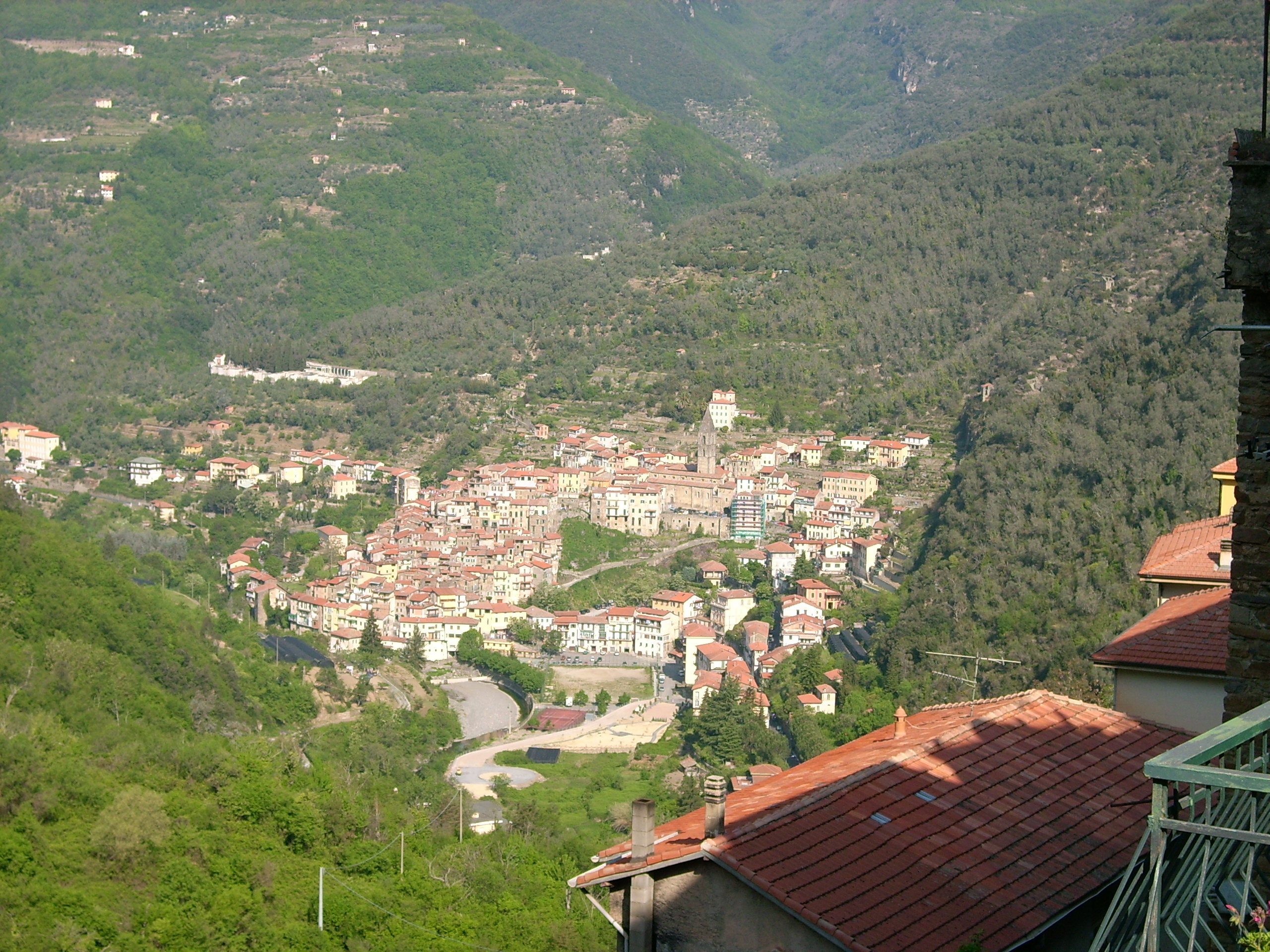

Щорічний фестиваль відбувається 29 вересня. Покровитель — святий Архангел Михаїл.

## Демографія
Населення за роками:

Станом на 1 січня 2023 року в муніципалітеті офіційно проживало 100 іноземців з 18 країн, серед них 53 громадяни країн Євросоюзу та 3 громадяни України.

## Сусідні муніципалітети
- Априкале
- Кастель-Вітторіо
- Ізолабона
- Роккетта-Нервіна
- Саорж (Франція)
- Тріора